# Anton Marinius Hanche
Anton Marinius Hanche (Horten, 7 december 1849 – Christiania, 31 maart 1924) was een Noors muzikant.
Hij was getrouwd met Andrea Margrete Hanche uit Onsø en zij kregen voor zover bekend vijf kinderen:
- Jenny Kaspara Hanche (1878-12 oktober 1887)
- Zoon Anton Matheus Hanche (1881-1961) werd ook boekdrukker
- dochter Signe Anna Laurentia Hanche (1883-1959)
- dochter Agnes Maria Hanche (6 juli 1884-28 augustus 1961), werd boekhoudster, huwde kunstschilder Albert Sjøgren Erichsen uit Bergen[2]
- zoon Josef Andreas Hanche (1889-1889, 1 maand oud)
- Anna Margrete Hanche (1893-)

Hij was muziekpedagoog, koordirigent en muziekuitgeverij. Dat laatste leidde tot een aantal uitgaven over een periode van 1878 tot 1907, daarbij ging het met name omtrent religieuze werken. Christian Haslerud, Erik Hoff en Kristian Wendelborg verschenen via zijn portefeuille. Johan Halmrast liet hem zijn "Norsk Ungdomsblad" drukken. Toch ging het al in 1881 mis, waarbij Warmuth Musikforlag de restpartijen overnam. Hanche begon weer van voor af aan, tot zijn dood. Het "Hanches kinderkoor" heeft jarenlang bestaan, de Amerikaanse zangeres Marta Sandal leerde daar zingen.
Werken:
- Sang og musik, samling af salmer, lovsange og aandelige viser for sopran, alt, tenor og bas
- Sangbog for norges ynglingeforeninger (mandskorsange)
- Skolesangbog for 2 og 3 lige stemmer
- Barnets hjemlige toner, Samling af bekjendte og lette sange for 2 og 3 lige stemme (ogsaa damekor)

- Bibsys: 23085
- Virtual International Authority File: 129145970326832252518